# Ihar Truhaw
Ihar Trukhaw (tiếng Belarus: Ігар Трухаў; tiếng Nga: Игорь Трухов; sinh 19 tháng 8 năm 1976) là một cầu thủ bóng đá Belarus coach and player. Tính đến năm 2017, anh thi đấu cho Smolevichi-STI cũng như làm việc ở vị trí trợ lý huấn luyện viên.

## Danh hiệu
Belshina Bobruisk
- Vô địch Giải bóng đá ngoại hạng Belarus: 2001
- Vô địch Cúp bóng đá Belarus: 2000–01

Naftan Novopolotsk
- Vô địch Cúp bóng đá Belarus: 2008–09, 2011–12